# Slavoška
Slavoška (in ungherese Kisszabos) è un comune della Slovacchia facente parte del distretto di Rožňava, nella regione di Košice.